# Avenida da França
A Avenida da França é um arruamento na freguesia de Cedofeita da cidade do Porto, em Portugal.
Aberta em 1877, a Avenida da França é uma das radiais da Rotunda da Boavista que conduzia à Quinta da Prelada. Inicialmente teve a designação de Rua das Pirâmides, em referência aos obeliscos, da autoria de Nicolau Nasoni, que assinalavam a entrada para a referida quinta e que estavam no seu extremo.
Em julho de 1832, durante as Guerras Liberais, as tropas comandadas por D. Pedro IV entraram na cidade do Porto por entre estes obeliscos, ficando desde então associados ao movimento liberal. Os dois obeliscos, hoje localizados no Jardim do Passeio Alegre, na Foz do Douro, estão classificados como Imóveis de Interesse Público pelo IGESPAR.
Com a abertura da Linha da Póvoa, em 1875, foi construída a Estação Ferroviária de Porto-Boavista. A linha de caminho-de-ferro seria desativada em 2000 para dar lugar ao Metro do Porto e à Estação Casa da Música, da autoria do arquiteto Eduardo Souto de Moura.